# Aliens (singel Radioramy)
„Aliens” – singel włoskiego zespołu Radiorama wydany w 1986 roku przez wytwórnie Discomagic Records i Ariola Records. Utwór napisali Mauro Farina i Giuliano Crivellente. Singel udanie zapowiadał nadchodzący drugi album grupy pt. The 2nd Album, powtarzając sukces poprzednika („Vampires”) na szwajcarskiej liście przebojów (zajmując na niej 5. miejsce) a także wchodząc do Top 25 niemieckiej listy przebojów.

## Lista utworów

### Wydanie na 7"[1]
A. „Aliens” – 4:10
B. „Flight Of Fantasy” – 3:57
- Nagranie „Flight Of Fantasy” na stronie B pochodzi z albumu Desires and Vampires.

### Szwedzkie wydanie na 7"[2]
A. „Aliens (Vocal Version)” – 3:45
B. „Aliens (Instrumental Version) – 3:45
- Faktyczne długości nagrań różnią się od tych napisanych na okładce tego wydania.

### Wydanie na 12"[3]
A. „Aliens (Vocal Version)” – 5:46
B. „Aliens (Another Version)” – 5:36

### Szwedzkie wydanie na 12" (A Swedish Beat Box Remix)[4]
A. „Aliens (Swedish Remix)” – 5:50
B1. „Aliens (Original 12" Version)” – 5:50
B2. „Aliens (7" Version)” – 3:45
- Faktyczne długości nagrań różnią się od tych napisanych na okładce tego wydania.
- Autorem remiksu na stronie A tego wydania jest Frederik Ramel.

## Listy przebojów (1986–1987)
| Państwo                      | Najwyższa pozycja |
| ---------------------------- | ----------------- |
| Niemcy (Media Control)       | 25                |
| Szwajcaria (Singles Top 100) | 5                 |

## Autorzy[7]
- Muzyka: Mauro Farina, Giuliano Crivellente
- Autor tekstów: Mauro Farina, Giuliano Crivellente
- Producent: Marco Bresciani, Paolo Gemma